# Китайский волчок
Китайский волчок, волчок Томсона, Тип-топ — волчок, обладающий свойством переворачиваться в процессе вращения.

## Сравнение с обычным волчком
Обычный волчок после раскручивания (в любую сторону) обладает следующими свойствами:
- в процессе вращения точка на волчке, касающаяся жёсткой плоскости, не изменяется
- высота центра тяжести волчка в процессе вращения остаётся постоянной

На первый взгляд может показаться, что эти  свойства должны наблюдаться у любого волчка (не содержащего внутри источника энергии). Однако, благодаря специальной форме и распределению массы по телу волчка может возникнуть усложнённое вращение: через некоторое время после начала вращения из положения ножкой кверху волчок переходит в стадию вращения на боку ножкой горизонтально, а затем скачкообразно переворачивается на ножку с поднятием центра тяжести и начинает вращаться, касаясь плоскости вершиной ножки с сохранением  направления вращения. При этом знак момента импульса в течение процесса вращения не изменяется. Такие волчки называют китайский волчок или волчок Томсона.

## Физика явления
Основная идея заключается в появлении момента сил трения, и соответствующей гироскопической прецессии, которые в итоге поворачивают волчок (за счёт необычной формы волчка) и в конце концов волчок встаёт на ножку..
В известных публикациях считается, что скорость точки контакта с плоскостью, по которой происходит движение, равна нулю. П. Контенсу указал, что такая постановка задачи не даёт правильной физической картины движения волчка. В. Ф. Журавлёв и Д. М. Климов ввели в точке контакта силы сухого трения и полностью объяснили необычное движение китайского волчка.

## История
Впервые на необычные динамические свойства китайских волчков обратил внимание лорд Кельвин. В 1891 году на одну из форм китайского волчка под названием «Wendekreisel» был выдан германский патент №63261. Однако, в патенте были указаны неправильные параметры волчка — если точно им следовать, он не будет переворачиваться (вероятно, для затруднения копирования конкурентами). В 1950 году волчок переоткрыл датский инженер Werner Ostberg, который также получил на него патент. С тех пор волчки приобрели в мире большую популярность.